# ナイス・ガイズ (アルバム)
| 専門評論家によるレビュー            | 専門評論家によるレビュー |
| レビュー・スコア                    | レビュー・スコア         |
| 出典                                | 評価                     |
| ----------------------------------- | ------------------------ |
| オールミュージック                  | [ 1 ]                    |
| Penguin Guide to Jazz (8th ed.)     | [ 2 ]                    |
| The Rolling Stone Jazz Record Guide | [ 3 ]                    |

『ナイス・ガイズ』(Nice Guys) は、アート・アンサンブル・オブ・シカゴの1979年に発売されたアルバムで、彼らにとってECMレコードから出た最初のアルバム。メンバーであるレスター・ボウイ、ジョセフ・ジャーマン、ロスコー・ミッチェル、マラカイ・フェイヴァーズ、ドン・モイエによる1978年の演奏を収録している。

## 評価
オールミュージック (Allmusic) のアル・キャンベル (Al Campbell)による評価は、星4½ とした上で、「『ナイス・ガイズ』はアート・アンサンブル・オブ・シカゴが、5年に及んだ空白期間を経て吹き込んだ、ECMレーベルからの最初のアルバムである。その5年間、彼らはヨーロッパをツアーし、作曲においても、即興演奏においても、また劇場的演出の面においてもジャズ的な基盤を広げ、その豊かな成果を捉えたのが『ナイス・ガイズ』であり ... このアルバムは、彼らが個々の作曲作品を全面的に展開し、驚くほど受け入れやすい前衛的集団表現に仕上げている。」と述べている。『ダウン・ビート (Down Beat)』誌の評論家アル・レインジ (Art Lange) は、『ナイス・ガイズ』は、アート・アンサンブル・オブ・シカゴの最も優れたアルバムではないとした上で、「おそらく彼らの作品の中でも最も代表的といえる、多様な表現を見せるショーケースであり、彼らの良いところの大部分が盛り込まれている」と述べた。『The Penguin Guide to Jazz』は、満点が星4つのところで、星3つを付けており、「音楽の大部分は、定型的に感じられ、即興性は限定的である」と述べている。

## トラック
1. "Ja" (Bowie) – 8:43
2. "Nice Guys" (Mitchell) – 1:45
3. "Folkus" (Moye) – 11:03
4. "597–59" (Jarman) – 6:46
5. "CYP" (Mitchell) – 4:53
6. "Dreaming of the Master" (Jarman) – 11:40
  - 1978年5月、ルートヴィヒスブルクで録音。

## パーソネル
- レスター・ボウイ - トランペット、チェレスタ、バスドラム
- マラカイ・フェイヴァーズ・マゴスタット - ベース、パーカッション、鍵盤ハーモニカ (melodica)
- ジョセフ・ジャーマン - サクソフォーン、クラリネット、パーカッション、ボーカル
- ロスコー・ミッチェル - サクソフォーン、クラリネット、フルート、パーカッション
- ドン・モイエ - ドラムス、パーカッション、ボーカル

## 脚R
1. 1 2  Campbell, A. Allmusic Review accessed July 27, 2011.
2. 1 2  Cook, Richard; Brian Morton (2006) [1992]. The Penguin Guide to Jazz Recordings. The Penguin Guide to Jazz (8th ed.). London: Penguin. pp. 54. ISBN 978-0-141-02327-4
3. ↑  Swenson, J.  (Editor) (1985). The Rolling Stone Jazz Record Guide. USA: Random House/Rolling Stone. pp. 14. ISBN 0-394-72643-X
4. ↑  ECM Catalogue
5. ↑  ECM Records Catalog: 1100 series jazzdisco.org. 2023年1月8日閲覧。
6. ↑  Lange, Art (1994), Wynn, Ron, ed., All Music Guide to Jazz, San Francisco: Miller Freeman, p. 48, ISBN 0-87930-308-5